# カリガネエガイ
カリガネエガイ (雁江貝、学名:Barbatia virescens) はフネガイ科エガイ属の海水棲二枚貝である。

## 概説
主な分布域は国内は北海道南部以南、国外はベトナム、中国、台湾、朝鮮半島、フィリピンの潮間帯から潮下帯で、岩の隙間や礫に足糸で固着している。

## 利用
棲息地では食用貝として利用されている。

## 異名
- Arca decurvata (Lischke, 1869)
- Arca obliquata (Reeve, 1844)
- Arca obtusa (Reeve, 1844)
- Arca obtusoides (Nyst, 1848)
- Arca sinensis (R. A. Philippi, 1851)
- Arca virescens (Reeve, 1844)（原記載における学名）